# Bruno Cornacchiola
Bruno Cornacchiola (9 de mayo de 1913, Porta Metronia, Roma, Italia – 22 de junio de 2001) fue un italiano pro-comunista, mercenario, padre de familia, protestante del séptimo día que concibió un plan para asesinar al papa Pío XII, vidente de las apariciones de la Virgen de la Revelación en la cueva de las Tres Fuentes en Roma, converso a la Iglesia Católica y promotor conferencista sobre la Virgen de la Revelación en el mundo.

## Primeros años
Bruno creció en una familia pobre, junto con 4 hermanos, bajo la tutela de un papá alcohólico que pasaba varias temporadas en la cárcel, y provocaba violencia doméstica, principalmente con su esposa, quien lavaba ajeno para sostener a la familia, además de a sus hijos.
A los 14 años hizo su primera comunión; luego se convirtió en conductor del sistema público de tranvías, se afilió al Partido Comunista Italiano, se casó por la Iglesia católica, con Yolanda Lo Gatto, el 7 de mayo de 1936, con quien procreó 3 hijos, Isola, Carlo y Gianfranco. Fue convencido para enlistarse como voluntario para combatir en la Guerra Civil Española (1936-1939), al lado de los comunistas, donde un soldado luterano alemán llamado Otto, lo evangelizó en el cristianismo protestante incluyendo con ello, odio a la Iglesia Católica, la Eucaristía, la Virgen y el papa. Posteriormente se unió a la iglesia protestante Adventistas del Séptimo Día.
Bruno que era un hombre muy decidido y apasionado de sus convicciones, afirmó que “cuando vuelva a Roma, voy a matar al papa”. Posteriormente compró una daga en Toledo donde le inscribió la frase “Muerte del papa”. Así continuó en la guerra en España, matando a muchos sacerdotes.

## De vuelta en Roma
Su esposa Yolanda, era una católica tradicional, que tenía imágenes religiosas en casa, y cuando Bruno llegó de España, destruyó un crucifijo, y una imagen de la Virgen de Pompeya y dijo: “Ya no quiero ver nada de la iglesia católica en mi casa, sino que tienes que venir conmigo a la iglesia protestante”. Yolanda respondió que había rezado mucho a la virgen para que regresara sano y salvo, asunto que les fue concedido, y planteó: “Hagamos, la novena de los 9 primeros viernes del mes al Sagrado Corazón de Jesús, la cual ofrece promesas de salvación y si no pasa nada, yo me convierto a protestante".
Realizaron la devoción de los 9 viernes, y al final no pasó nada, por lo que Yolanda se pasó a protestante. Bruno enseñaba a sus 3 hijos a odiar a la Iglesia católica, a escupir sobre las imágenes de los católicos, a injuriar a los sacerdotes y lanzar piedras a los templos. 

## Aparición y conversión
El 12 de abril de 1947 decidió ir a la colina de las 3 fuentes, llevarse a los niños para que jugaran y así poder escribir su exposición en contra de los tres asuntos contra la Virgen María. Bruno prohibió a los niños adentrarse en las cuevas, pues eran lugares de pecado de las parejas y decían que había restos de niños abortados y se pone a escribir.
Allí se le apareció la Virgen, como por una hora, con los niños presentes, le dio varios mensajes entre ellos que era la Virgen de la Revelación.
Otras 3 apariciones fueron presentadas el 6, 23 y 30 de mayo de ese año, aunque el total de las apariciones en este lugar fueron 28. El día 23 fue acompañado por un sacerdote y un muchacho comunista, que sin saber sobre las apariciones, al entra a la gruta, cae de rodillas, confiesa sus pecados, pide perdón y se convierte.
El 7 de mayo de 1947, pidieron perdón por sus errores a la iglesia.

## Últimos años
Desde la década de los cincuenta, Bruno se convirtió en el máximo exponente, sobre la Virgen de la Revelación viajó e impartió unas 7,000 conferencias en diferentes partes del mundo llevando el mensaje de la virgen.

El 7 de noviembre de 1979 la Virgen le avisó que iba a suceder algo extraordinario: 
"El próximo 12 de abril, aniversario del primer encuentro, caerá en el mismo día que en 1947: un sábado antes del primer domingo después de Pascua. En ese día quiero manifestarme con gracias espirituales y materiales. Además, haré algo maravilloso en el sol, para despertar a los dormidos que han perdido la fe, y aún no creen en lo que Yo he hecho aquí"».
El 12 de abril de 1980, en el 33° aniversario de la aparición, ante unas 3,000 personas como testigos, un gran destello de luz surgió desde la imagen de la virgen y Bruno relató el suceso así:   
“«El sol se levantó hasta el cenit, dando vueltas alrededor de su propio eje y despidiendo rayos de todos los colores hacia todas partes, todo el mundo quedó asustado; unos lloraban, otros gritaban, otros suplicaban en voz alta a la Virgen.
Otro aspecto maravilloso fue la imagen de la Virgen, que se puso, en el momento de la consagración, de color rojo intenso, despidiendo rayos que atravesaban el techo de la gruta para unirse con los rayos que procedían del sol. Fue un espectáculo grandioso, jamás visto, e inolvidable. Y no duró unos segundos, sino media hora, hasta el final de la Misa.

Todos vieron lo mismo. En el disco del sol, cuya vista no hacía daño a los ojos, empezaron a formarse símbolos bien definidos: primero una M, que después fue transformándose en un corazón y a continuación en una hostia grande, en cuya superficie se formaron las siglas de la Eucaristía: JHS. Después de la Misa los fenómenos del sol fueron desapareciendo y aquél volvió a su lugar, ya en el horizonte. La luz de la Virgen duró toda la noche».
El 12 de abril de 1982 en misa de 6 p. m., concelebrada por 8 sacerdotes, este fenómeno se repitió, además el sol danzó, se puso el centro color verde esmeralda, rodeado de un halo rosa anaranjado en el que brillaban multitud de estrellas como llamas. Ahí la virgen le pidió a Bruno que se construyera un santuario en su honor. Por ello se constituyó un comité, se edificó un altar enfrente de la Gruta para la celebración de la Santa Misa, y el predio fue comprado en 1993.
"El fenómeno en el sol, duró más de una hora. Todos lo vieron, mientras muchos aplaudían gozosos, el centro del sol verde esmeralda, rodeado de un halo rosa anaranjado en el que brillaban multitud de estrellas, como llamas. El sol giraba, cambiaba de colores, parecía aproximarse aumentando de volumen, lanzaba ráfagas de luz que iluminaban a la gente y el paisaje de diversos colores. Fue evidente e indiscutible la realidad del suceso milagroso (imposible atribuirlo a leyes naturales) percibido por toda la muchedumbre presente, entre ellos numerosos enfermos en sillas de ruedas”
Bruno Cornacchiola relató su experiencia en 2018, en el libro “Il veggente. Il segreto delle Tre Fontane” (recopilado y publicado por el periodista Saverio Gaeta).